# بی‌آرپی سبو (پی‌اس-۲۸)
بی‌آرپی سبو (پی‌اس-۲۸) (به انگلیسی: BRP Cebu (PS-28)) یک کشتی است که طول آن ۱۸۴٫۵ فوت (۵۶٫۲ متر) می‌باشد. این کشتی در سال ۱۹۴۳ ساخته شد.